# Bajdu
Bajdu (zm. 1295) – władca z dynastii Ilchanidów, panujący w 1295 roku.
Był wnukiem Hulagu, synem Taragaja. Związany był z Irakiem, przejawiał duże sympatie dla chrześcijaństwa. Objął tron w 1295 roku. Nie uzyskał jednak poparcia większości emirów. Wybuchła wojna pomiędzy nim i Ghazanem, bratem poprzedniego ilchana. O wyniku wojny domowej zadecydowało przejście Ghazana na islam. Dzięki temu pozyskał wielu zwolenników Bajdu. Po półrocznym panowaniu Bajdu zginął stracony na rozkaz Ghazana (1295–1304).